# Hôpital Middlemore
Pour les articles homonymes, voir Middlemore.
L'hôpital Middlemore est un hôpital public majeur de la banlieue d'Ōtāhuhu, à Auckland, en Nouvelle-Zélande. L'hôpital compte environ 800 lits. Il y a 24 blocs opératoires répartis sur deux sites.

## Histoire
En 1943, pendant la Seconde Guerre mondiale, a commencé la construction d'un hôpital de 300 lits à Otahuhu, près du parcours de golf de Middlemore. Il a été construit pour accueillir les militaires malades et blessés de la guerre dans le Pacifique et connu sous le nom d'hôpital militaire d'Otahuhu. La construction a duré trois ans, mais en 1945, lorsque la guerre dans le Pacifique a pris fin, il n'y avait plus besoin d'un hôpital militaire et il est devenu un hôpital civil, administré par le Conseil de l'hôpital d'Auckland,,. Le conseil d'administration de l'hôpital d'Auckland a décidé en 1944 que l'hôpital serait connu sous le nom de Middlemore Hospital, le nom de la ferme familiale Thompson près de l'endroit où l'hôpital a été construit, faisant référence à un membre de la famille du XVIIIe siècle. L'hôpital a officiellement ouvert ses portes le 3 mai 1947. Le Dr H.J.A. Colvin a été nommé surintendant médical et Miss O.M. Hollan comme matrone en 1947.
Une unité de chirurgie plastique a été créée initialement sous la direction des chirurgiens Henry Percy Pickerill (en) et Cecily Pickerill (en) qui ont fait la navette de Wellington de 1947 à 1950; ils ont été suivis par William Manchester (qui s'était formé avec Archibald McIndoe (en)), John Peat (un orthodontiste), Michael Flint (qui s'était formé avec Harold Gillies) et Joan Chapple.
L'hôpital Middlemore est le plus grand hôpital d'Auckland, avec environ 4 700 employés qui traitent plus de 91 000 patients hospitalisés et plus de 354 000 patients externes par an (données de 2007). Le service d'urgence (ED) est le service d'urgence mixte (adulte / pédiatrique) le plus fréquenté d'Australasie, avec un recensement annuel de 98 110 patients en 2011, et le taux de présentations aux services d'urgence augmentant à un taux de 5 à 8 % par an. En 2014, l'hôpital de Middlemore a traité plus de patients en chirurgie générale que tout autre hôpital du pays (11 500 patients, soit plus de 32 admissions par jour), avec environ 75 % d'entre eux se présentant aux urgences. Ce nombre a également augmenté régulièrement au cours des dernières années et fait de l'hôpital: l'hôpital de chirurgie générale et d'urgence, le plus achalandé du pays. Il est également connu pour s'occuper d'une part supérieure à la moyenne de femmes enceintes, le personnel accouchant généralement plus de 20 bébés par jour.

## Opérations
Middlemore est exploité par Counties Manukau Health (en), qui offre des soins hospitaliers tertiaires et spécialisés, ainsi qu'une gamme d'autres services de santé et sociaux, à la population des comtés de Manukau. Le secteur définie s'étend d'Ōtāhuhu à Port Waikato (en) et compte une population de 525 120 personnes. La population de cette région d'Auckland continue de croître à un rythme plus rapide que le reste du pays (3,2 % par an), ce qui, conjugué à l'augmentation de l'âge de la population, devrait nécessiter une augmentation du nombre de lits d'hospitalisation à plus de 1 500 d'ici 2020.
Des services d'hospitalisation sont également fournis dans plusieurs établissements affiliés  : Centre de chirurgie Manukau, Kidz First Children's Hospital, Pukekohe Hospital, Franklin Memorial Hospital, Botany Downs Maternity Unit et Papakura Maternity Unit, ainsi que des unités dédiées à la santé mentale et à la réadaptation. Les services ambulatoires sont principalement fournis à Manukau SuperClinic et Botany SuperClinic. Les spécialisations tertiaires comprennent la chirurgie digestive, la chirurgie vasculaire, la chirurgie orthopédique, la chirurgie buccale et maxillo-faciale, les brûlures et la chirurgie plastique, l'odontologie, ainsi que la médecine spécialisée, la médecine physique et de réadaptation, la dialyse rénale et les soins intensifs néonatals.

## De nouvelles installations

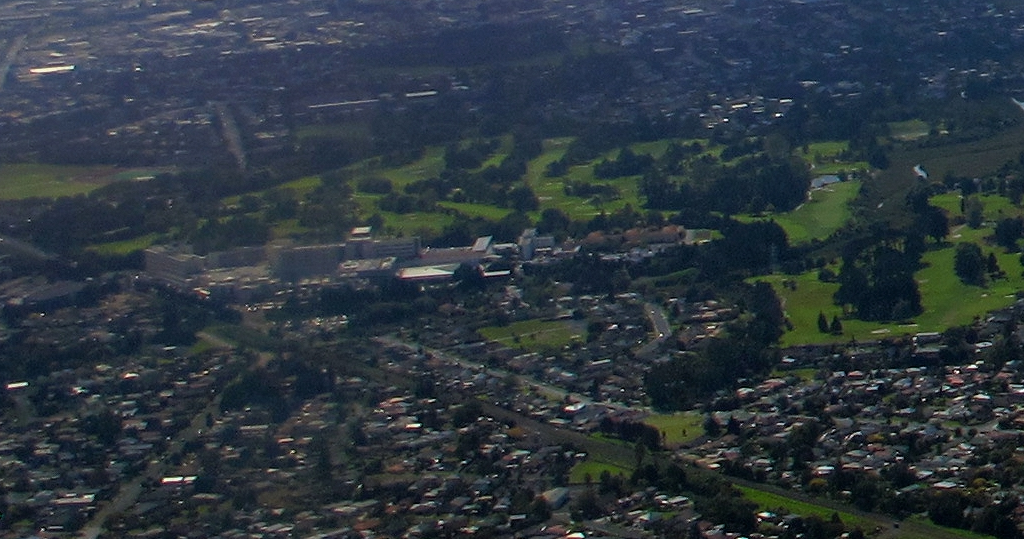
Vue aérienne de l'hôpital Middlemore et du Royal Auckland and Grange Golf Club (2012).

### Nouveau bloc de services cliniques (bâtiment Harley Gray)
Un nouveau bloc de services cliniques de cinq étages a été officiellement ouvert en avril 2014. Le bâtiment a été nommé d'après le chirurgien orthopédiste Harley Gray qui était chirurgien orthopédiste à Middlemore jusqu'en 2001 et a été nommé Compagnon de l'Ordre du Mérite de la Nouvelle-Zélande en 2003.

### Ko Awatéa
Le Ko Awatea Center a été construit en 2011, il a été conçu pour être un centre d'éducation, d'amélioration et d'innovation pour soutenir les systèmes de santé et les services publics. Le nom, Ko Awatea, signifie « première lumière ». Le nom provient de tangata whenua, indicatif de la valeur que les Maoris accordent à Ko Awatea et de son rôle dans le CMH.

### Bloc Edmund Hillary
Le bloc Edmund Hillary est un immeuble de six étages pour patients hospitalisés construit en 2009.

### Unité de soins intensifs
En juin 2008, une nouvelle unité de soins intensifs a été commandée, décrite comme la plus avancée de Nouvelle-Zélande.

### Centre national des brûlés
En juin 2006, l'hôpital a ouvert son nouveau service spécialisé de traitement des brûlures, le National Burn Centre. L'installation constitue la base des opérations du National Burn Service qui prend en charge les patients les plus gravement brûlés de la région et du pays (environ 400 brûlés locaux et régionaux par an),.

## Installations affiliées

### Centre de chirurgie de Manukau
Le centre de chirurgie de Manukau propose des services de chirurgie d'un jour et de chirurgie programmée et aiguë pour les patients qui ne devraient pas avoir besoin d'accéder aux soins intensifs ou à la radiologie interventionnelle.

### SuperClinique de Manukau
La Manukau SuperClinic (MSC) propose des rendez-vous ambulatoires spécialisés et des procédures de jour.

### Hôpital pour enfants Kidz First
Le Kidz First Children's Hospital est spécialement conçu pour fournir des soins de santé centrés sur la famille et desservir la communauté culturellement diversifiée des comtés de Manukau.

### Campus clinique du sud d'Auckland
Le campus clinique du sud d'Auckland (South Auckland Clinical Campus, SACC) basé à l'hôpital Middlemore est une division universitaire de la faculté des sciences médicales et de la santé de l'université d'Auckland. Le campus coordonne l'enseignement clinique et la recherche en partenariat avec les comtés de Manukau Health et a établi des groupes de recherche axés sur la récupération améliorée après la chirurgie, les soins intégrés, l'éducation médicale, la chirurgie orthopédique, la santé des femmes du Pacifique et la chirurgie plastique.